# Constantin Herzog
Constantin Herzog (* 19. Februar 1984 in Wertheim) ist ein deutscher Kontrabassist, der sowohl Jazz als auch klassische Musik interpretiert.

## Wirken
Herzog studierte Jazz- und klassischen Kontrabass an der Hochschule für Musik Würzburg bei Rudi Engel, um dann seine Studien an der Hochschule für Musik Köln bei Detmar Kurig und Dieter Manderscheid abzuschließen. Sein künstlerisches Schaffen umfasst neben Jazz Improvisationsmusik, Neue und Alte Musik.
Herzog arbeitete mit Blutiger Jupiter (Europa 2016), Sebastian Gramss’ Bassmasse, Pegelia Golds Art Zentral und Les Polychromes sowie mit dem gRoBA-Orchester, dem Multiple Joy(ce) Orchestra und Oxana Omelchuk (Kammermusik, Wergo). Mit Thomas Lumley, Niklas Wandt und Nicola Hein bildete er das Improvisationsquartett Blemishes, mit dem zwei Alben entstanden. Weiterhin kam es zu Auftritten mit T.ON, Pascal Niggenkempers 7ème Continent, Consord Münster, Ensemble tra i tempi, Ensemble Garage, Ensemble electronic ID und dem Ensemble Musikfabrik. Er ist Gründungsmitglied des Improvisationsmusiker-Kollektivs Impakt, mit dem Begegnungen mit Evan Parker 2016 auf dem Album live @ Loft Köln dokumentiert wurden.

## Diskographische Hinweise
- T.ON Plays Matthias Muche (Impakt 2020, mit Matthias Muche, Etienne Nillesen)
- George Lewis / Oxana Omelchuk, Studio Dan: Breaking News (ezz-thetics 2020)
- Carl Ludwig Hübsch Artblau (Impakt 2020)